# 恩榮
恩榮（1827年—？），字爔之，号華甫、華圃，楊氏，汉军镶白旗人。清朝官员，进士出身。籍襄平（今辽阳）。

## 生平
咸丰五年乙卯顺天乡试举人（时隶镶白旗汉军开泰佐领下），己未进士。曾任吏部考功司主事，同治二年（1863年）由户部主事任湖北蒲圻縣（今屬湖北省赤壁市）知縣，五年至十三年荆门知州，候补知府。
在荆门知州任上，重修并序《荆门直隶州志》十二卷首一卷（明倫堂刻本，同治七年（1868）），续建龙泉书院。

## 家庭
- 曾祖廷弼。
- 祖父兴宗。
- 父满玉，吏部主事。
- 胞姊杨佳氏，继配嫁正白旗满洲、四川盐茶道穆尔察氏耆安（父察哈尔都统庄悫公福興 (清朝)）。